# Аякші
Аякші́ (каз. Аяқши) — село у складі Шетського району Карагандинської області Казахстану. Входить до складу Акжальської селищної адміністрації.
Населення — 45 осіб (2021).
Село було утворене 2010 року.